# Hymenostylium gracillimum
Hymenostylium gracillimum là một loài rêu trong họ Pottiaceae. Loài này được (Nees & Hornsch.) Köckinger & Kučera mô tả khoa học đầu tiên năm 2011.